# Saint-Hilaire-la-Gérard
Saint-Hilaire-la-Gérard település Franciaországban, Orne megyében. Lakosainak száma 134 fő (2018. január 1.). Saint-Hilaire-la-Gérard Belfonds, Le Cercueil, La Ferrière-Béchet, Montmerrei és Tanville községekkel határos.

## Népesség
A település népessége az elmúlt években az alábbi módon változott:
| Lakosok száma | 137  | 150  | 148  | 139  | 134  |
|               | 2013 | 2015 | 2016 | 2017 | 2018 |